# Ioánnis Tsílis
Ioánnis Tsílis (grec moderne : Ιωάννης Τσίλης), né le 15 juillet 1986, est un rameur grec.

## Palmarès

### Jeux olympiques
- 2012 à Londres ( Royaume-Uni)
  - 4e en Quatre de pointe

### Championnats du monde
- 2010 à Karapiro ( Nouvelle-Zélande)
  -  Médaille de bronze en Deux de pointe
- 2011 à Bled ( Slovénie)
  -  Médaille d'argent en Quatre de pointe

### Championnats d'Europe
- 2007, à Poznań ( Pologne)
  -  Médaille de bronze en Quatre de pointe
- 2008, à Marathon ( Grèce)
  -  Médaille d'or en Quatre de pointe
- 2010, à Montemor-o-Velho ( Portugal)
  -  Médaille d'or en Deux de pointe
- 2011, à Plovdiv ( Bulgarie)
  -  Médaille d'or en Quatre de pointe
- 2014, à Belgrade ( Serbie)
  -  Médaille d'argent en Quatre de pointe
- 2015, à Poznań ( Pologne)
  -  Médaille d'argent en Quatre de pointe